# Решкі (Поморське воєводство)
Решкі (пол. Reszki, нім. Reschke) — село в Польщі, у гміні Вейгерово Вейгеровського повіту Поморського воєводства.
Населення — 111 осіб (2011).
У 1975-1998 роках село належало до Гданського воєводства.

## Демографія
Демографічна структура станом на 31 березня 2011 року:
|          | Загалом | Допрацездатний вік | Працездатний вік | Постпрацездатний вік |
| -------- | ------- | ------------------ | ---------------- | -------------------- |
| Чоловіки | 58      | 10                 | 41               | 7                    |
| Жінки    | 53      | 17                 | 29               | 7                    |
| Разом    | 111     | 27                 | 70               | 14                   |